# ペドロ・ロペス・ムニョス
ペドロ・ロペス・ムニョス（スペイン語: Pedro López Muñoz,  1983年11月1日 - ）は、スペイン・バレンシア州トレント出身の元サッカー選手。現役時代のポジションはDF (右サイドバック)。

## 来歴
2002年にバレンシアCFに入団し、カンテラにあたるバレンシアCF・メスタージャで2シーズンプレー。2004-05シーズンにトップチームに昇格するも、同シーズンはラシン・サンタンデールでローン移籍でシーズンを過ごした。
2005年夏、当時セグンダ・ディビシオンに所属していたレアル・バリャドリードと契約。2006-07シーズンに2部リーグで優勝し、念願のプリメーラ・ディビシオンでのプレーが実現。2007年9月23日のレアル・マドリード戦で、トップリーグ初ゴールを記録。 2009-10シーズンまでトップリーグでプレーした。
2011年7月20日にレバンテUDと契約。2011-12シーズン、レバンテはプリメーラ・ディビシオンで6位で終え、翌2012-13シーズンはUEFAヨーロッパリーグに出場。2014年3月31日のグラナダCF戦で、移籍後初ゴールを決めた。
2019年7月、SDウエスカへ移籍。

## タイトル

### クラブ
バリャドリード
- セグンダ・ディビシオン : 1回 (2006-07)

レバンテ
- セグンダ・ディビシオン : 1回 (2016-17)

ウエスカ
- セグンダ・ディビシオン : 1回 (2019-20)